# یانوش اونوفروویچ
یانوش اونوفروویچ (لهستانی: Janusz Onufrowicz؛ ‏ زادهٔ ۱۷ مه ۱۹۶۹) بازیگر، ترانه‌سرا، طنزپرداز و نویسنده اهل لهستان است.
از فیلم‌ها یا مجموعه‌های تلویزیونی که وی در آن‌ها نقش داشته است، می‌توان به طایفه، سال‌های شیرین، خودِ زندگی، قانون حقیقی، پدر متیو، دادستان، رنگ‌های خوشبختی، دوستان، ع چون عشق، در خوشی و سختی، کلبه جنگلی، عشق اول و یوب، آخرین سلول خاکستری مغز اشاره نمود.